# Время секонд хэнд
«Время секонд хэнд» — документальная книга Светланы Алексиевич, изданная в 2013 году издательством «Время». Перевод книги на английский язык был издан издательством Random House в 2016 году.

## Содержание
Книга представляет собой воспоминания жителей России о своей жизни в 1990-е годы, в период радикальных экономических реформ (а также зачастую об их жизни в более ранние годы). Это история страны, изложенная в биографиях простых людей.
О многоаспектном понимании Алексиевич рассматриваемой темы свидетельствует цитата, в которой сопоставлены три разных взгляда на прошлое и настоящее:

— Убили черт знает сколько людей, но у нас была великая эпоха.
— Мне не нравится то, что сейчас, я не в восторге. Но и в «совок» не хочу. Не рвусь в прошлое. К сожалению, хорошего ничего не могу вспомнить.
— А я хочу назад. Мне не нужна советская колбаса, мне нужна страна, в которой человек был человеком. Раньше говорили «простые люди», а сейчас «простонародье». Чувствуете разницу?

## Оценки
The Guardian поставила книгу на третье место в своем списке 100 лучших книг XXI века. New York Times поставила книгу на 72-е место в своем списке 100 лучших книг XXI века
В 2024 году книга получила приз читательских симпатий премии «Большая книга».